# Boris Moissejewitsch Lewitan

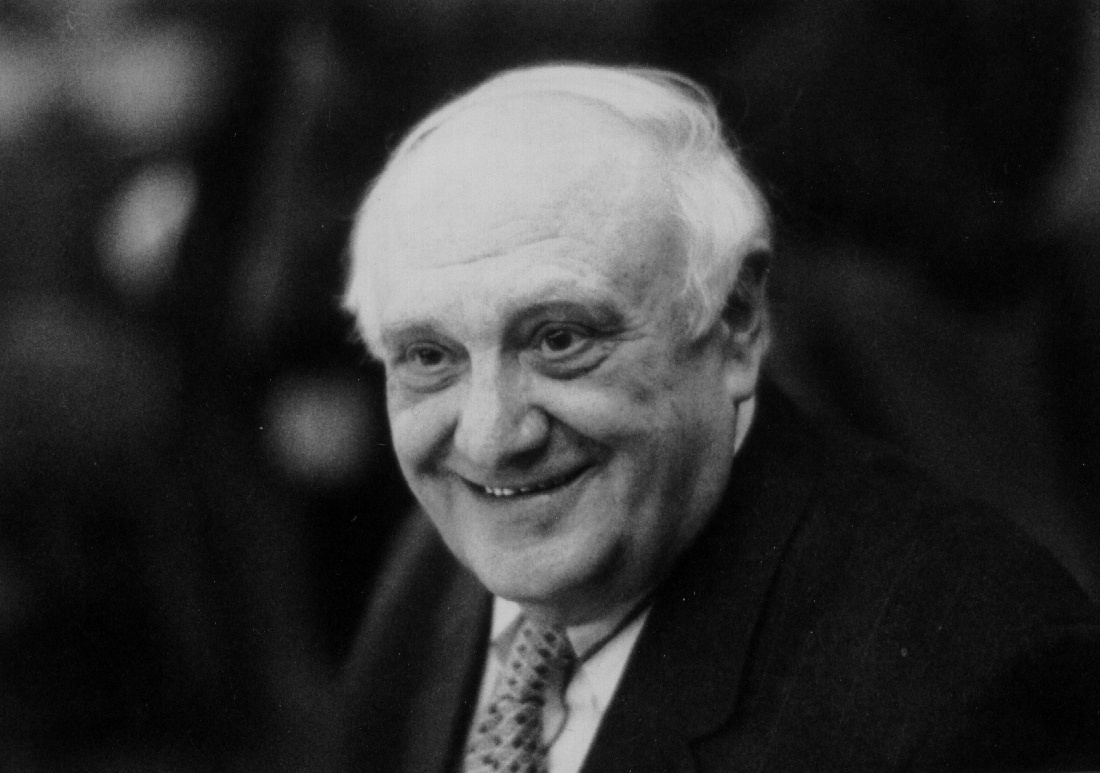
Boris Lewitan

Boris Moissejewitsch Lewitan, russisch Борис Моисеевич Левитан, englische Transkription Boris Levitan, (* 25. Maijul. / 7. Juni 1914greg. in Berdjansk, Gouvernement Taurien; † 4. April 2004 in Minneapolis) war ein russischer bzw. ukrainischer Mathematiker, bekannt für seine Beiträge zur Theorie der fastperiodischen Funktionen und zur Sturm-Liouville-Theorie und insbesondere zur Theorie Inverser Probleme (Gelfand-Levitan-Theorie).

## Leben
Boris Lewitan wurde 1914 in Berdjansk geboren und wuchs in Charkiw auf, wo er 1938 mit dem Thema Einige Verallgemeinerungen fastperiodischer Funktionen bei Naum Iljitsch Achijeser promovierte und sich 1940 habilitierte (russischer Doktortitel) mit der Arbeit Theorie verallgemeinerter Translationsoperatoren. Nach Wehrdienst 1941 bis 1944 im Zweiten Weltkrieg, in dem er unter anderem an der Schlacht von Stalingrad beteiligt war, lehrte er 1944 bis 1961 an der Felix-Dserschinski-Militärakademie und ab 1961 an der Lomonossow-Universität. Zuletzt wirkte er an der University of Minnesota.
Er erhielt den Leninorden.
Bekannt ist er für die Gelfand-Levitan-Theorie mit Israel Gelfand ab 1951. Die Theorie löst das Problem der inversen Streutheorie bei (zunächst eindimensionalen) Sturm-Liouville Problemen wie der zeitunabhängigen Schrödingergleichung oder der Wellengleichung mit einem Streupotential, das heißt der Rekonstruktion des Potentials aus den Streudaten über eine Integralgleichung (Gelfand-Levitan-Gleichung). Das wurde später in der Solitonentheorie wichtig. Die Gelfand-Levitan Theorie wurde in Russland von Wladimir Alexandrowitsch Martschenko erweitert, so dass sie auch Gelfand-Levitan-Marchenko-Theorie heißt.

## Schriften
- mit Mirabbas G. Gasymov: Determination of a differential equation by two of its spectra. In: Russian Mathematical Surveys. Band 19, Nummer 2, 1964, S. 1–63, doi:10.1070/RM1964v019n02ABEH001145.
- mit Ишхан С. Саргсян: Введение в спектральную теорию. Наука, Moskau 1970.
  - englisch: mit Ishkhan S. Sargsjan: Introduction to spectral theory: selfadjoint ordinary differential operators (= Translations of Mathematical Monographs. 39). American Mathematical Society, Providence RI 1975, ISBN 0-8218-1589-X.
- Почти-периодические функции и дифференциальные уравнения. МГУ, Moskau 1978.
  - englisch: mit Vassilij V. Zhikov: Almost periodic functions and differential equations. Cambridge University Press, Cambridge u. a. 1982, ISBN 0-521-24407-2.
- Inverse Sturm-Liouville problems. VNU Science Press, Utrecht 1987, ISBN 90-6764-055-7.
- mit Ишхан С. Саргсян: Операторы Штурма – Лиувилля и Дирака. Наука, Moskau 1988, ISBN 5-02-013751-0.
  - englisch: mit Ishkhan S. Sargsjan: Sturm-Liouville and Dirac operators. Kluwer Academic Publishers Group, Dordrecht u. a. 1991, ISBN 0-7923-0992-8.